# Condizione della donna in Azerbaigian

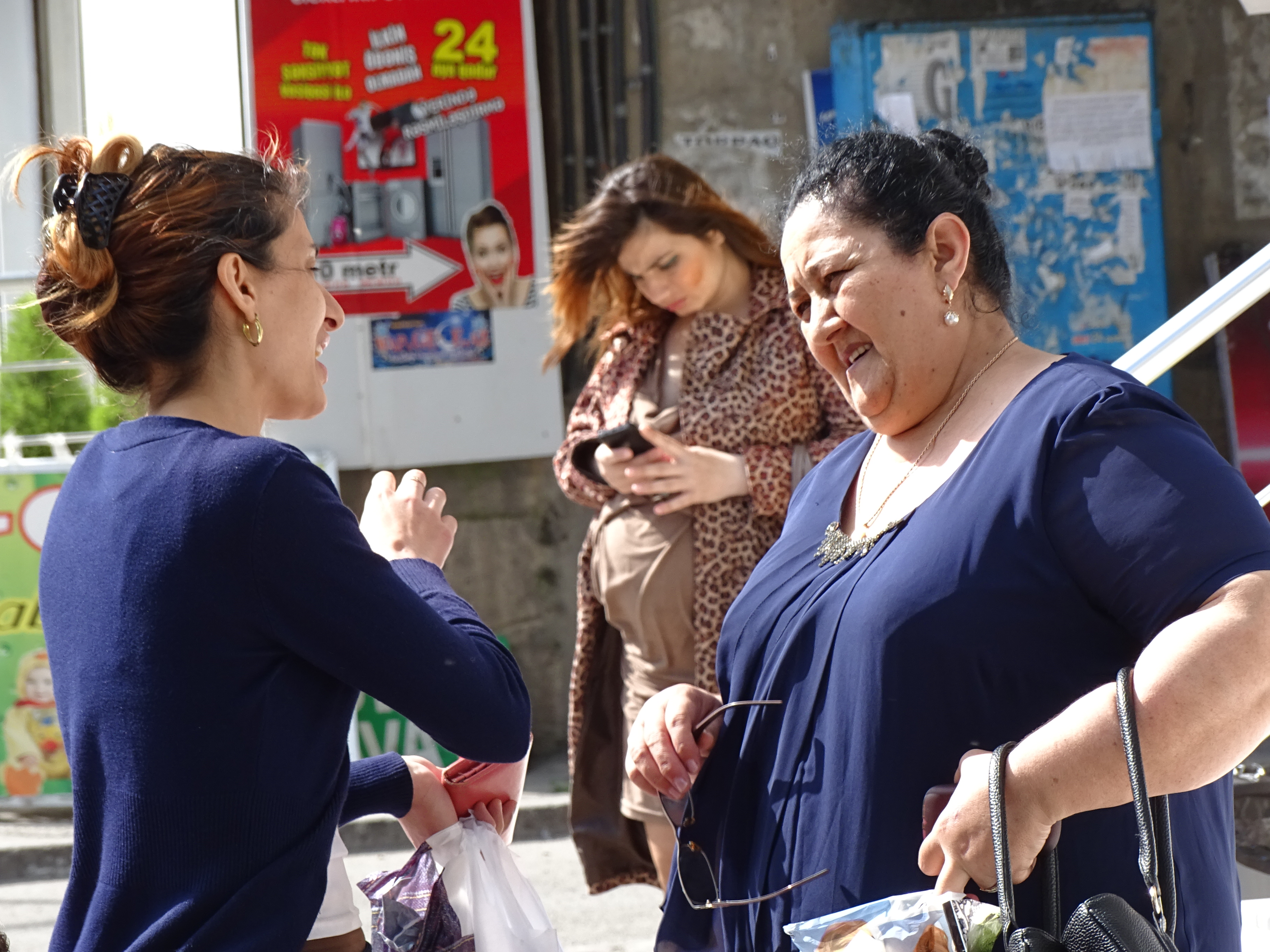
Donne azere a Baku

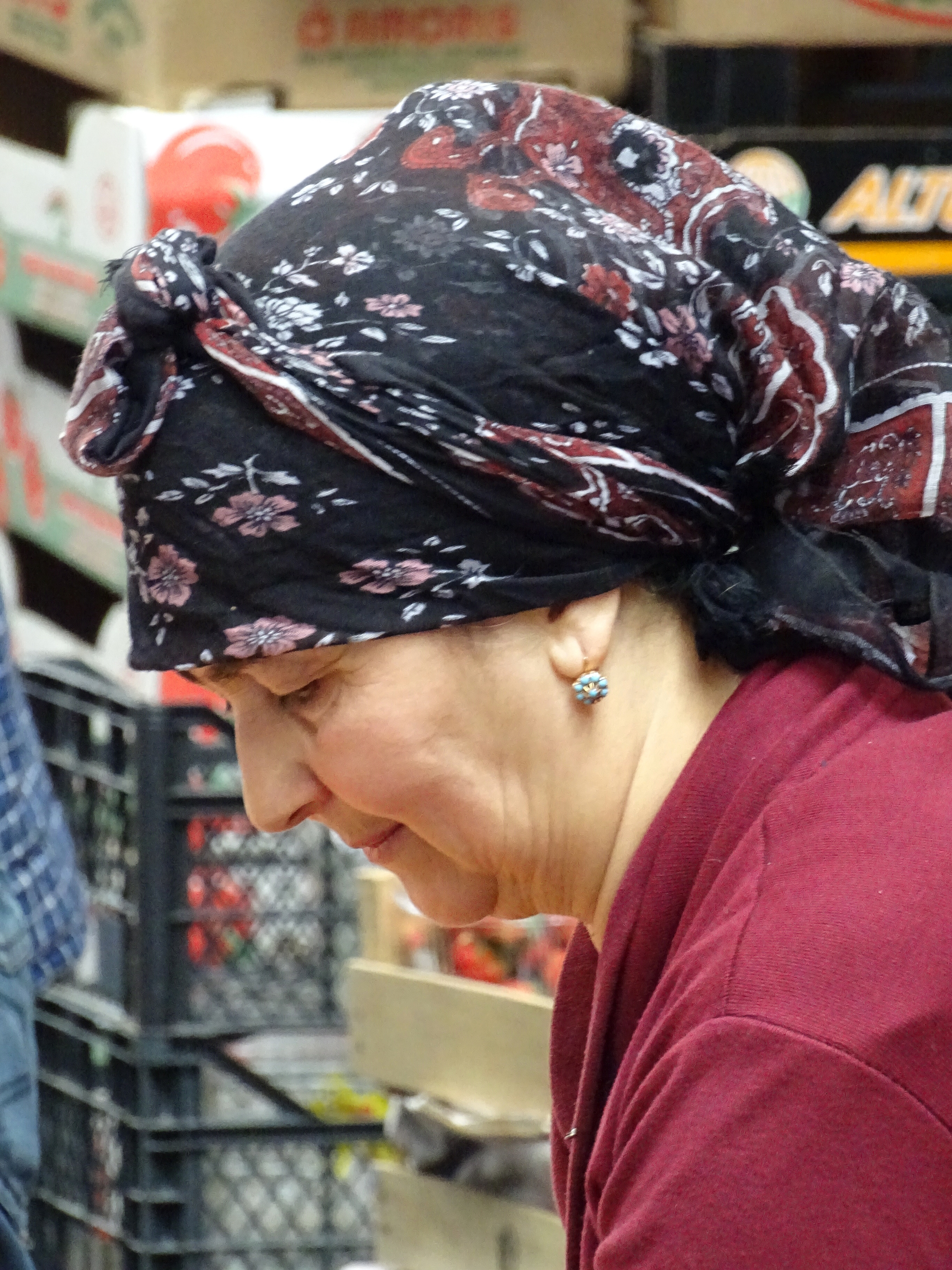
Anziana donna in un mercato di Baku

Le donne in Azerbaigian hanno avuto un ruolo fondamentale nel corso dei secoli. Secondo l'articolo 25 "Il diritto all'uguaglianza" del Capitolo III "Diritti fondamentali e libertà umane e dei cittadini" della Costituzione della Repubblica dell'Azerbaigian, uomini e donne hanno stessi diritti e libertà.

## Ruolo nella storia

### Attività politica
Dalla storia sono famosi i nomi di donne/figure politiche come Gatib Khanum - la moglie di Gizil Arslan, Sara Khatun - la madre di Uzun Hasan, Mekhinbanu -la figlia di Shah Ismail Khatai, Peri Khanum - moglie di Shirvanshah Khalilullah, Heyransa Beyim - la madre di Shah Abbas e la leggendaria Tuti Bika ed altri.
Sara Khatun, la madre di Uzun Hasan, fu la prima donna diplomatica nella storia dell'Azerbaigian. Era sempre accanto al suo figlio per aiutarlo con consigli.
Grazie alla sua politica nei trattati con gli ottomani fra il governo ottomano e lo stato di Ak koyunlu, la pace è stata instaurata. Conosciuta come una diplomatica di talento, era nota anche nei paesi europei. Sara Khatun ha aiutato il figlio governatore in tutti i settori del governo statale.
Nel 1949 Valida Tutayug divenne la prima donna ad accedere all'Accademia delle scienze naturali in Azerbaigian.
Soprattutto il suo ruolo era essenziale nelle relazioni diplomatiche tra lo stato di Ak koyunlu e paesi stranieri.
Nell'attuale Governo azero non vi sono donne ministro all'interno del Paese.
Nel corso della sua storia, tuttavia,  diverse donne hanno ricoperto la carica di minsitro, a partire da molti anni prima rispetto a molti altri paesi europei: nel 1937 Ayna Sultanova (1895-1938) fu viceministro dell'istruzione, mentre nel 1947 Kubra Yahya kyzy Farajeva sarà ministro della salute fino al 1950.
Nel 1952 Zuleykha Seyidmammadova diventa ministro della sicurezza sociale.
Nel 1958 Sakina Aliyeva diventa ministro dell'istruzione, successivamente Segretario del Comitato Regionale Nakhchivan del Partito Comunista dell'Azerbaigian dal 1961 al 1963, e dal 1963 al 1990 fu vice presidente del Soviet Supremo della Repubblica Socialista Sovietica dell'Azerbaigian, e primo componente donna del parlamento.
Nel 1959 Tahira Tahirova ricopre la carica di ministro degli affari esteri, fino al 1983 (venendo sostituita, fino al 1987, da Elmira Gafarova (1934-1993), la quale sarà speaker dell'Assemblea Nazionale dal 18 maggio 1990 al 5 marzo 1992)
Nel 1965 Zuleikha Ismail kyzy Huseynova (1924-1996) diventerà ministro dell'educazione mentre nel 1974, la 51 enne Zuleikha Gasanova diventerà ministro dei servizi pubblici fino al 1982, anno della sua morte.
Il 7 luglio 1993 Lala Shevket ricoprirà la carica di segretario di Stato, seppur fino al 13 gennaio 1994. Il 2 settembre dello stesso anno Lidiya Khudat Rasulova diventerà ministro dell'educazione fino al 13 settembre 1997. Nel 1995, invece, Sudaba Hasanova sarà ministro della giustizia, fino al 18 aprile 2000.
Il 2 luglio 2002 Elmira Süleymanova diviene la prima donna Ombudsman, fino al novembre 2019.
Maleyka Abbaszadeh è il Capo di Ammissioni di Stato della Commissione degli Studenti in Azerbaigian dall'ottobre 2000.
Nel 2017 la first lady Mehriban Aliyeva diventa la prima donna vicepresidente del Paese.
Nel giugno 2018 Məhəbbət Vəliyeva ricopre l'incarico di viceministro dell'istruzione, carica ricoperta fino al 1º febbraio 2021, mentre il 10 marzo 2020 Sahiba Gafarova divenne speaker dell'Assemblea Nazionale.

### Attività di beneficenza
Khurshidbanu Natavan, figlia dell'ultimo khan di Karabakh e nota poetessa azera, partecipava intensamente alla fornitura di acqua alla popolazione urbana e ha condotto una linea di fognatura a Shusha dalla sorgente di Isa nel distretto di Sarybaba.
Nel corso di questo periodo, assieme all'illuminazione, la carità occupava un posto veramente importante nella società: Govhar Gajar, Hamida Javanshir, Nigar Shikhlinskaya, Masma Talyshinskaya, Saltanat Akhmedova ed altri hanno creato associazioni di beneficenza femminili che hanno fatto molte attività ed opere.
La moschea Taza Pir, costruita da Nabat Ashurbeyli-Rzayeva, è il risultato di uno di questi eventi di beneficenza.

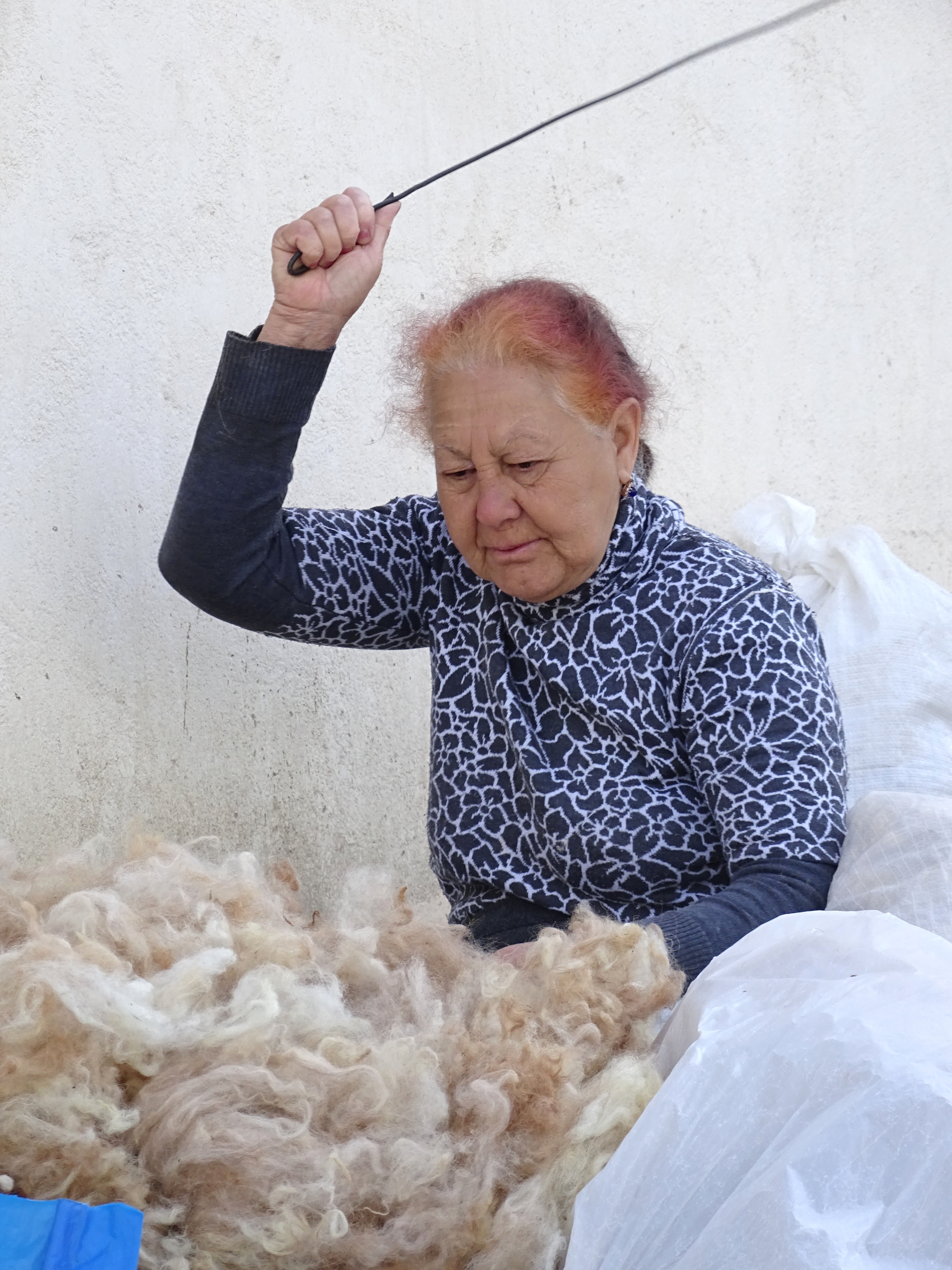
anziana donna lavora battendo lana, Xinaliq, Montagne Caucasiche, Azerbaigian

Nel 1889 Nigar Şıhlinskaya è la prima donna azera a ricevere un'istruzione superiore.
Nel 1901 aprì la scuola musulmana femminile di Alexandrinsk, la prima scuola laica azera per ragazze e la prima del suo genere nell'Impero russo. Nel 1913, la scuola divenne un seminario degli insegnanti per ragazze musulmane.

### Attività creativa
Il XIX secolo nell'Azerbaigian è caratterizzato dall'attività creativa delle donne. I processi politici, economici e culturali che si svolgono in Azerbaigian durante questo secolo hanno dato impulso all'educazione delle donne e alla loro partecipazione più attivamente alla vita pubblica.
Artisti famosi di quel periodo sono Khurshidbanu Natavan, Agabeyim aga Agabagi, Gonchabeyim, Shakhnigyar Khanum, Gamarbeyim Sheyda Garabaghi ed altri.

### Sessismo
Essere donna in Azerbaigian oggi è molto diverso rispetto a prima, ma la mentalità conservatrice ancora presente rende tutto ancora molto difficile.
A causa della mentalità chiusa, quando viene al mondo una femmina, per le parti più conservatrici della società, ciò costituisce un gran problema; gli aborti selettivi non sono di conseguenza rari, nell’area metropolitana di Baku così come nelle zone più remote. I dati ufficiali del Governo azero indicano un tasso del 51% di aborti.
Il 22 giugno 2010 una legge contro la violenza sulle donne è stata approvata dal Parlamento azero.

## Suffragio
Come risultato del "boom petrolifero" a Baku nella seconda metà del 19 ° secolo, si formò lo strato prospero locale della borghesia commerciale e industriale, comprese le donne, che diede loro il diritto di votare nelle elezioni del governo locale.
Secondo il "registro elettorale" alla Duma di città di Baku fra il 1906-1909, più di 200 donne hanno partecipato alle elezioni per corrispondere ai criteri stabiliti nella "censura elettorale".
Nel 1907, i rappresentanti della frazione musulmana proposero un disegno di legge (avviato da Khalil Bek Khasmamedov) in base al quale si proponeva di dare alle donne il diritto di voto. Questo disegno di legge fu adottato dalla frazione musulmana, ma con una condizione (gli incontri pre-elettorali dovevano essere tenuti separatamente). Lo scioglimento della Duma da parte dello Zar, ha lasciato questa iniziativa non realizzata.
La rivoluzione di febbraio del 1917 è stato un evento importante nella lotta per l'uguaglianza delle donne.
Al primo convegno tenutosi il 26 ottobre 1917 del Partito Musavat (il più grande partito politico degli azeri dell'epoca), fu adottato il quattordicesimo programma del partito, che diceva: "Tutti i cittadini compiuti 20 anni hanno il diritto di voto, senza distinzione di genere, nazionalità o religione".
Dopo la proclamazione della Repubblica Democratica dell'Azerbaigian, il 28 maggio 1918, nel paese si realizzarono cambiamenti molto democratici nel più breve tempo possibile. Il suffragio generale fu introdotto in Azerbaigian nel 1918 dalla Repubblica Democratica dell'Azerbaigian, il giorno prima dello sbarco delle truppe britanniche a Baku sotto il comando del generale William Thomson. La legge "sulle elezioni per l'assemblea costituente della Repubblica dell'Azerbaigian" è stata approvata. La disposizione generale di questa legge affermava: "L'assemblea costituente è formata da membri eletti dalla popolazione sulla base del generale, senza distinzione di genere e suffragio uguale, attraverso elezioni dirette e votazioni segrete, usando l'inizio della rappresentazione proporzionale".
Inoltre, nel terzo paragrafo, secondo capitolo, viene menzionato "Il diritto di partecipare alle elezioni per l'Assemblea costituente è goduto dai cittadini di una repubblica di entrambi i sessi, che avrà 20 anni per il giorno delle elezioni".
Così, l'Azerbaigian divenne il primo paese musulmano in cui alle donne fu concesso tale diritto.

## Sondaggi
Secondo il Global Gender Gap Report 2019 l'Azerbaijian si classifica 94º su 153 paesi analizzati con un punteggio di 0,687 su 1,000. Il 69,2% delle donne in Azerbaijian partecipa alla forza lavorativa del paese. Il 38,1% degli officiali, manager, e legislatori del Paese sono donne. Il tasso di istruzione femminile è del 99,7%; le donne che hanno concluso il ciclo di studi primario, secondario e terziario sono rispettivamente il 92,3%, l'88,2% e 29,7%. Le donne in Parlamento sono il 16,8% della composizione totale.
Nessuna donna ha mai ricoperto la carica di primo ministro e di capo dello Stato. L'età media per avere il primo figlio per una donna in Azerbaijian è di 25,6 anni e il numero medio di figli è di 2,08.
Nel 2015 solo 21 su 125 parlamentari erano donne. La percentuale di donne parlamentari è aumentata dall'11 al 17 per cento tra il 2005 e il 2015.
Il 21 febbraio 2017 Mehriban Arif qizi Əliyeva, moglie del Presidente azero Ilham Əliyev, è stata nominata come Primo Vice Presidente dell'Azerbaigian.